# Mesapamea albomaculata
Mesapamea albomaculata là một loài bướm đêm trong họ Noctuidae.